# Jardim Zoológico de Brasília

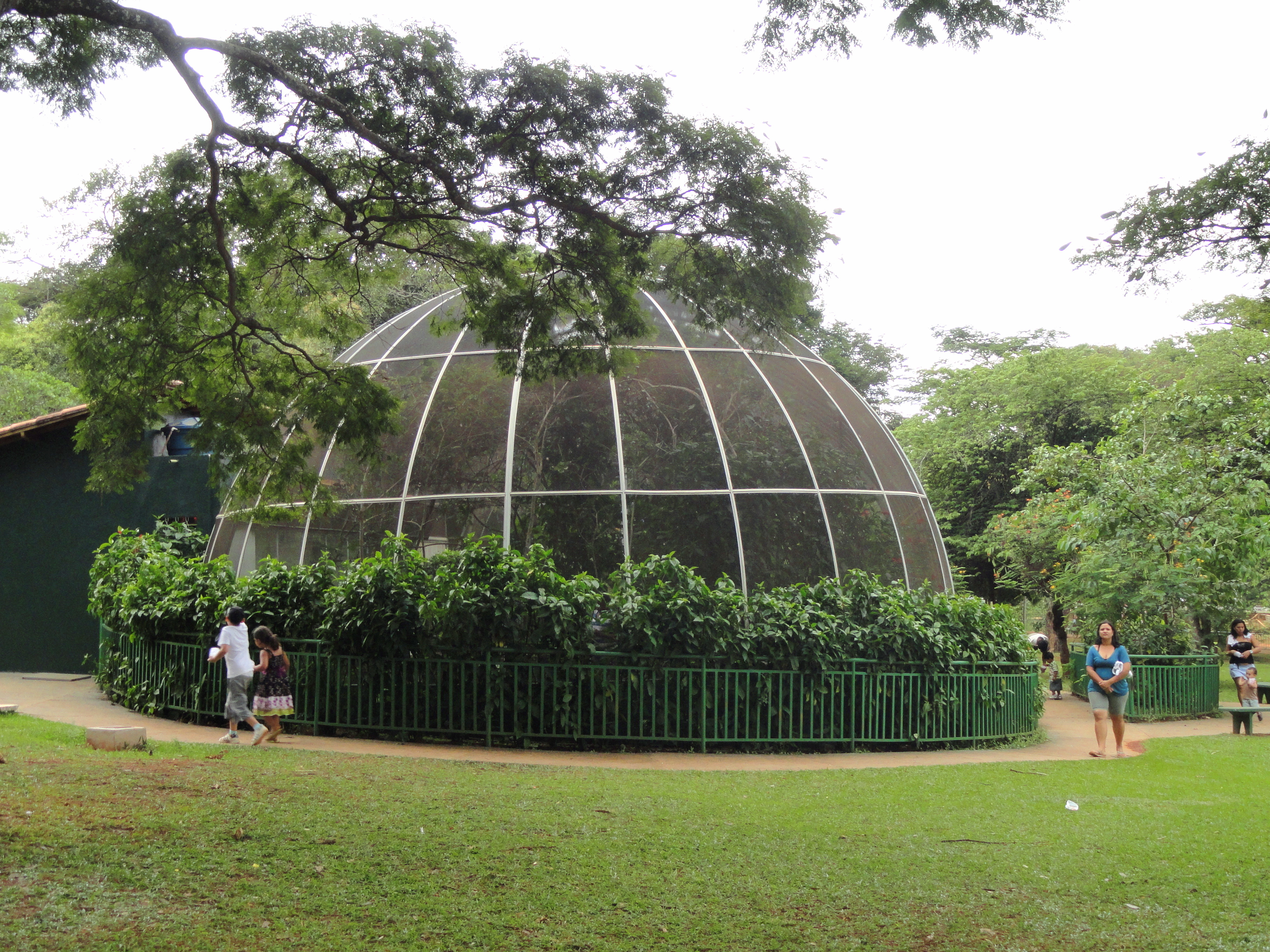
O aviário do Jardim Zoológico de Brasília.

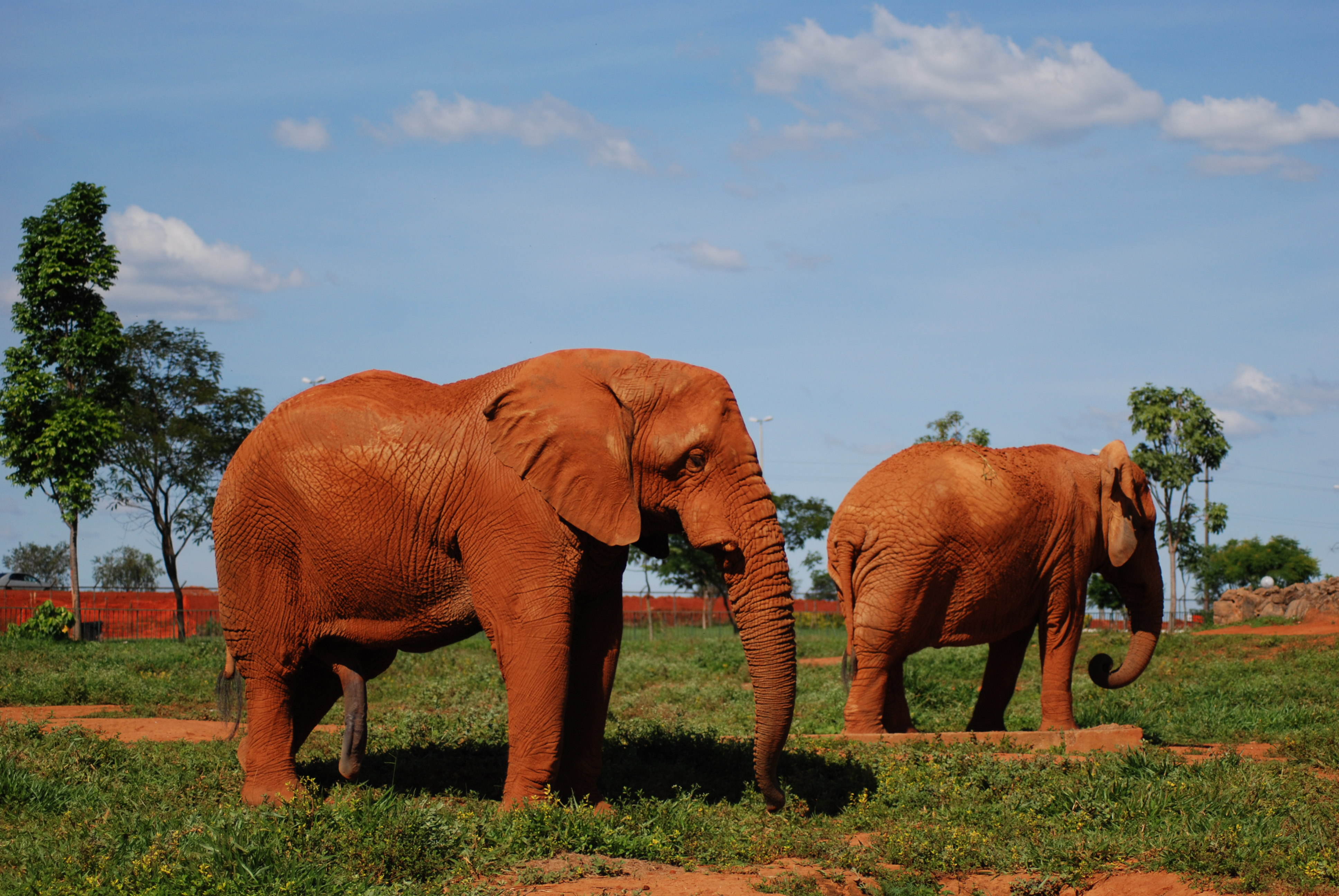
Elefantes no Jardim Zoológico

O Jardim Zoológico de Brasília ou Zoo Brasília é um zoológico brasileiro, situado em Brasília, no Distrito Federal. Com mais de um milhão de visitantes por ano, é uma das atrações turísticas mais visitadas pela população do Distrito Federal. É também considerado um bem cultural de Brasília.

## História
O Jardim Zoológico de Brasília foi inaugurado em 6 de dezembro de 1957 como Parque Zoobotânico, antes mesmo da capital do Brasil, que foi inaugurada em 21 de abril de 1960.
O primeiro caso de uso de células-tronco para curar lesões num animal selvagem foi registrado no Zoológico de Brasília.  Este tratamento foi aplicado em uma fêmea de lobo-guará, vítima de atropelamento. 

## Área
O Jardim Zoológico de Brasília fica no fim da Via L 4 Sul, na Asa Sul. Possui uma área de 1,397 quilômetros quadrados. Além dos recintos dos animais, ficam no local o Museu de Ciências Naturais, um Borboletário e estruturas de lazer e serviços como lanchonetes, playground, áreas para camping, piqueniques e passeios e lagos artificiais.
Há ainda trinta mil metros quadrados são reservados para a produção do alimento para os animais e as áreas de estacionamento. Também é administrado pela Fundação Jardim Zoológico de Brasília uma Área de Relevante Interesse Ecológico (ARIE), o Santuário de Vida Silvestre do Riacho Fundo e Parque das Aves, que soma mais 4,4 quilômetros quadrados, indo até a Vila Telebrasília e o Aeroporto Internacional de Brasília. As duas áreas preservadas, junto do Parque Ecológico Ezechias Heringer, foram um um conector ambiental.

## Administração
O Jardim Zoológico de Brasília é um órgão da administração indireta, ligado à Secretaria de Estado de Meio Ambiente do Distrito Federal (SEMA). A Fundação Jardim Zoológico de Brasília administra o complexo que inclui o zoológico e a área de proteção vizinha do Santuário de Vida Silvestre do Riacho Fundo e Parque das Aves, e é considerada a primeira instituição ambientalista criada no Distrito Federal.
Em seu trabalho de conservação e pesquisa da vida animal, a entidade mantém parcerias estratégicas com a Universidade de Brasília (UnB), a Empresa Brasileira de Pesquisas Agropecuária (Embrapa), a Empresa de Assistência Técnica e Extensão Rural (Emater) e o Instituto Federal de Educação Teológica (IFTB).

## Atrações
Fazem parte do Jardim Zoológico de Brasília 826 animais, sendo 185 espécies de aves. Animais raros em zoológicos brasileiros como a serpente cotiarinha, o sauim-de-coleira, a tiriba-de-pfrimer, o adax e o tatu-bola-da-Caatinga estão entre as atrações.
O acesso ao zoológico é pago, com um ingresso custando dez reais, com possibilidade de meia entrada para crianças, estudantes, idosos, professores e participantes de programas sociais e gratuidade para menores de cinco anos e pessoas com deficiência. Dentro do museu são proibidos animais domésticos.
O zoológico realiza diversas atrações para além do passeio diurno tradicional. O Zoo Noturno, por exemplo, é um tipo de visita noturna monitorada. É possível também acampar na área administrada pela Fundação Jardim Zoológico de Brasília. 
Algumas opções de passeios e atividades são voltadas a estudantes, como o Zoo Escolar, que é um passeio voltado as escolas, o Zoo Acadêmico, voltado a faculdades e universidades, o Zoo Em Ação, onde a equipe do zoológico visita as escolas com atividades relacionadas ao Jardim Zoológico, e a Colônia de Feras, com atividades para crianças nas férias escolares. Outros grupos, como terceira idade, pessoas com deficiência ou em tratamentos médicos ou sociais tem seu próprio programa de atividades.

### Museu de Ciências Naturais
O prédio do Museu de Ciências Naturais está localizado próximo ao Serpentário e à Administração do Zoo, e guarda em seu acervo animais conservados em várias técnicas, como taxidermia, osteotécnica, meio líquido e curtimento de pele. Os animais são variados, de peixes a mamíferos.

## Ato Heroico do Sargento Holembach
Vinte e sete de agosto de 1977: o sargento do exército Sílvio Delmar Holembach passeava com a esposa e os quatro filhos no Zoo de Brasília. Comemoravam a aprovação, de Holembach no vestibular da UnB, para o curso de Agronomia.  
Sargento e família estavam de saída do zoológico quando gritos vieram do fosso das ariranhas: um menino de 13 anos havia caído no recinto dos animais. 
Holembach entrou no recinto e posicionado na ilha do fosso com o garoto, o entregou às pessoas que estavam na amurada de proteção. Depois, ao tentar sair da ilha para se pendurar na grade as ariranhas o puxaram para dentro da água. Internado no Hospital das Forças Armadas (HFA) com mais de cem lacerações, morreu três dias depois de infecção generalizada. 
Em homenagem ao sargento o zoo de Brasília passou a se chamar Jardim Zoológico Sílvio Delmar Hollembach. 

## Tour Online
Com a assinatura do decreto em março de 2020, pelo governador Ibaneis Rocha para conter a disseminação do novo corona vírus no DF, a equipe do Zoológico deu início às visitas virtuais ao local. 

A galeria África foi o primeiro local a receber o tour virtual. A live foi sobre o manejo e a alimentação do elefante e da girafa. 